# Klasztor Czojdżin-lamy
Klasztor Czojdżin-lamy (mong. Чойжин лaмын хийд – музей) – muzeum w klasztorze buddyjskim położonym w centrum Ułan Batoru, stolicy Mongolii.
Klasztor powstał w latach 1904–1908, w kompleksie miał swą siedzibę Luwsanchajdaw, noszący tytuł Czojdżin-lamy – wyroczni państwowej. Pierwszy klasztor powstał w Dzüün Chüree w latach 1899–1901, uległ zniszczeniu w pożarze w 1903 roku. Autorem projektu drugiego kompleksu był Ombogyn. Zespół świątyń powstał w stylu chińskim. Do dekoracji zużyto 1821,2 kg czystego srebra.
Klasztor funkcjonował do lat trzydziestych XX w. Uniknął zniszczenia podczas represji antybuddyjskich w Mongolii, w 1940 roku objęto go ochroną, w 1942 roku w klasztorze powstało Muzeum Historii Religii, które obecnie nosi nazwę „Klasztoru – muzeum Czojdżin-lamy”.
Architektura oraz bogate wyposażenie wnętrz czynią kompleks jednym z najcenniejszych zespołów klasztornych w Mongolii.